# San Miguel (Eiré)

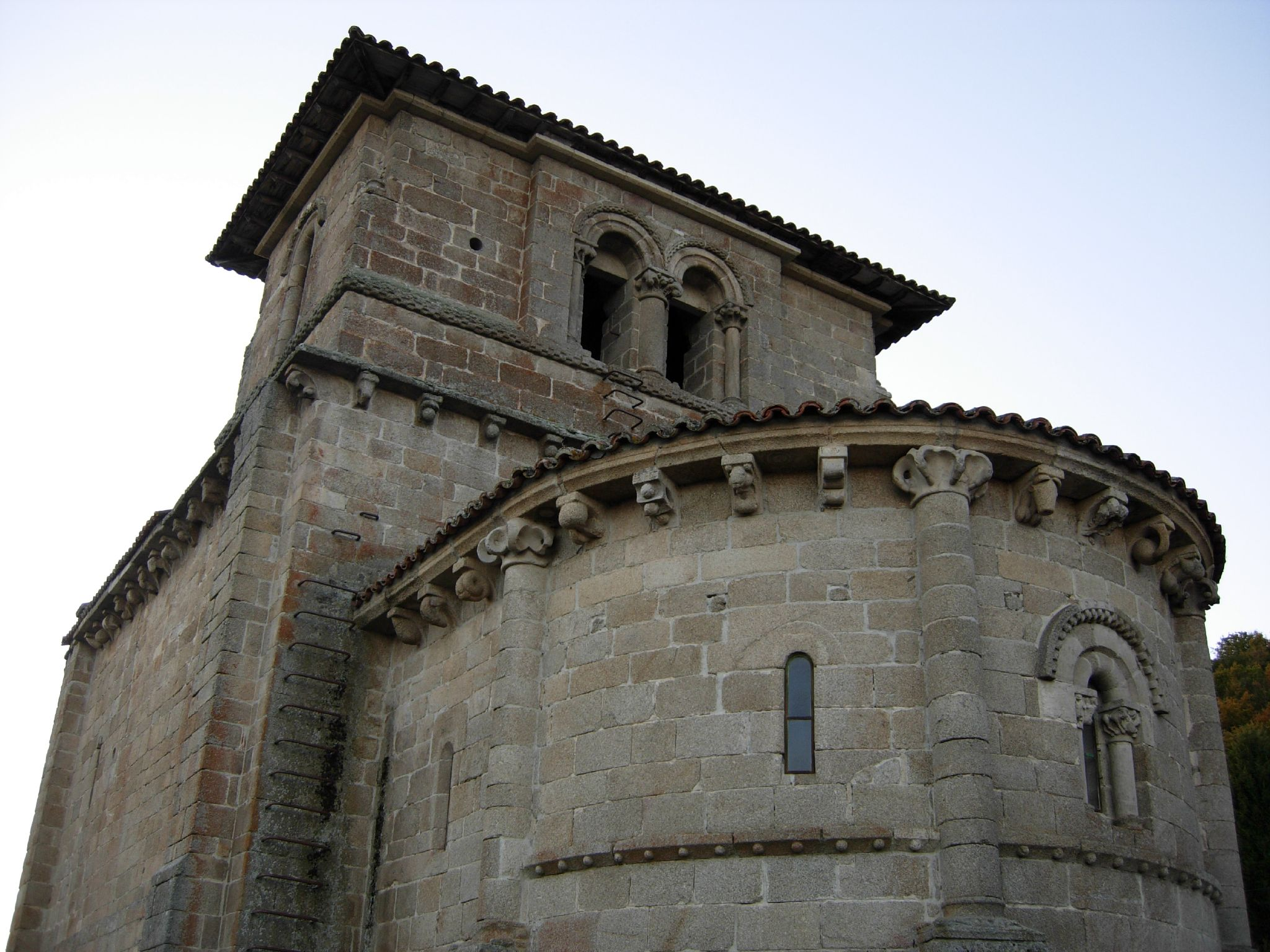
Pfarrkirche San Miguel

Die katholische Pfarrkirche San Miguel in Eiré, einem Ort der Gemeinde Pantón in der spanischen Provinz Lugo in der Autonomen Region Galicien ist eine romanische Kirche aus dem 12. Jahrhundert.

## Geschichte

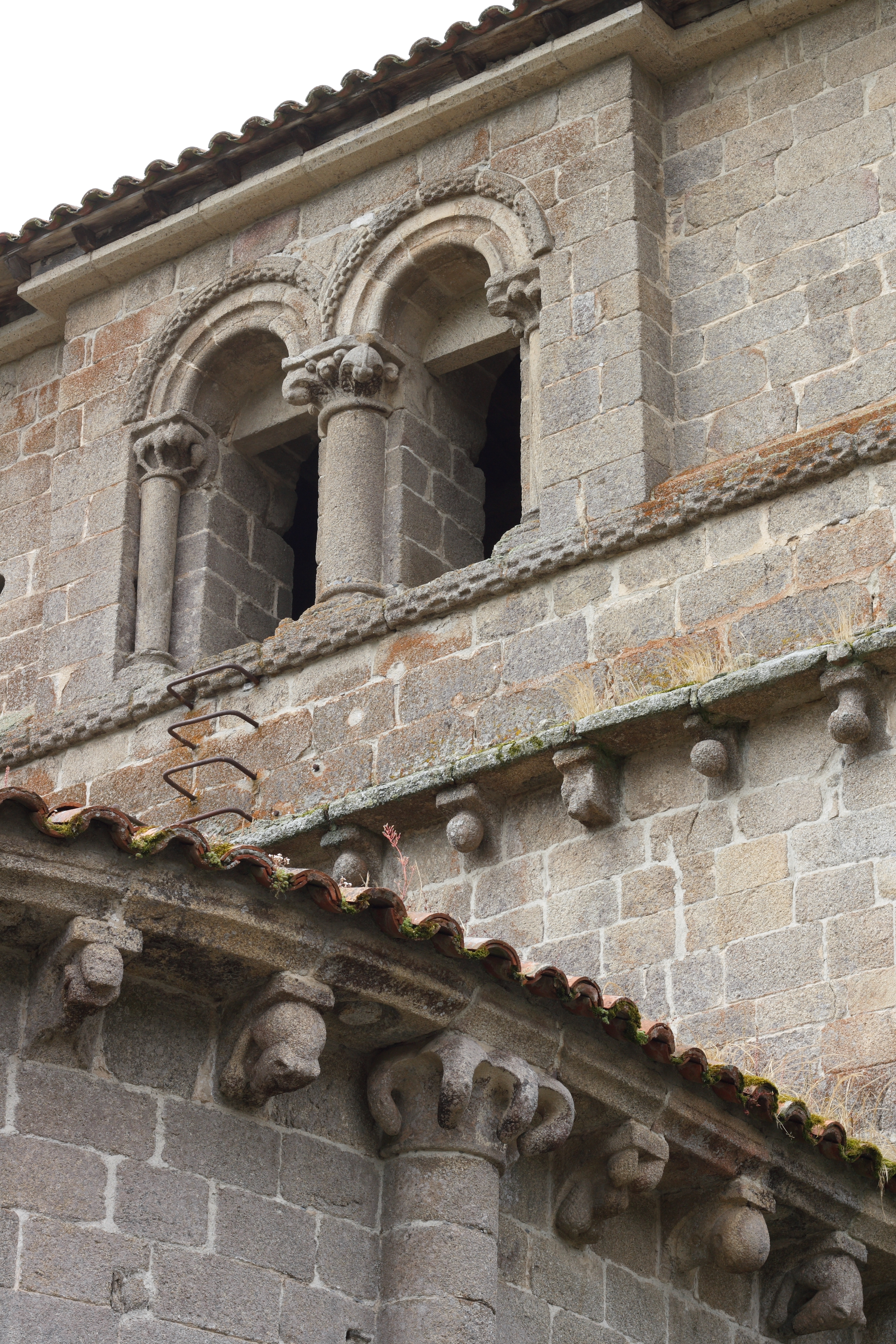
Turm mit Zwillingsfenster

Die Kirche gehörte ehemals zu einem Benediktinerinnenkloster, das 1129 von König Alfons VII. eine Schenkung erhielt.

## Architektur
Die Kirche ist einschiffig und besitzt einen eingezogenen, halbrund geschlossenen Chor. Das Hauptportal befindet sich an der Nordfassade, einen weiteren Eingang gibt es an der Westfassade.
Über dem Schiff erhebt sich der eingeschossige, rechteckige Turm, dessen Breitseiten von einem Zwillingsfenster und dessen Schmalseiten von einem einfachen Rundbogenfenster durchbrochen sind. Die Archivolten der Zwillingsfenster ruhen auf Säulen mit skulptierten Kapitellen.
Die Apsis wird von Halbsäulen auf hoch angesetzten Plinthen gegliedert. Das Dach der Apsis und des Langhauses ruht auf Steinplatten und Kragsteinen, die vor allem mit Darstellungen von Tieren und Tierköpfen skulptiert sind.

## Nordportal

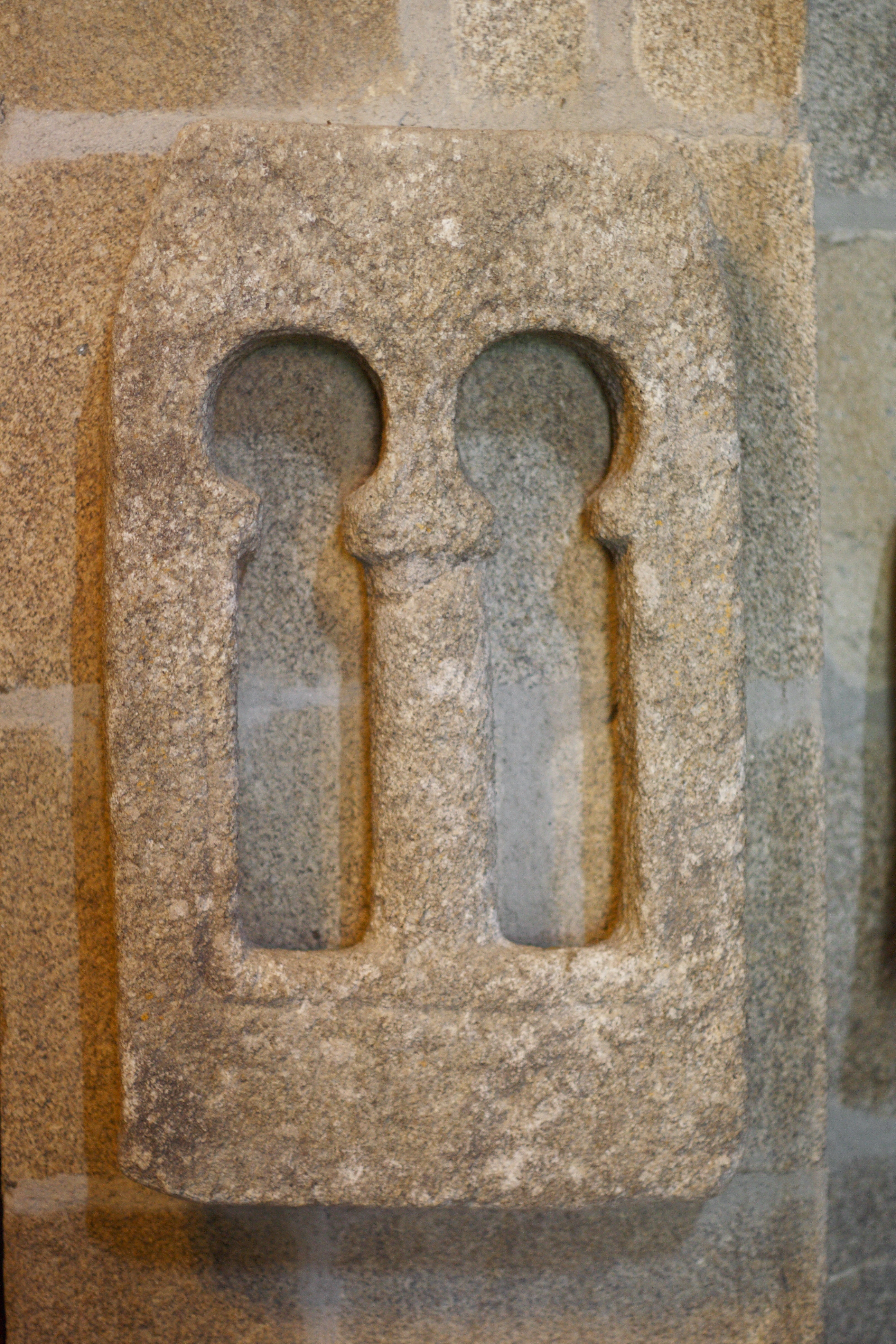
Hufeisenfenster

Das Nordportal ist von einer Archivolte mit Röllchenfries umgeben. Die Wölbsteine sind mit Reliefs von Kreisen versehen, in die Rosetten eingeschrieben sind. Auf dem Schlussstein befindet sich das Relief eines Lammes, unter dem Buchstaben eingemeißelt sind. Das Tympanon ist mit ineinander verschlungenen Kreisen verziert und wird von Konsolen (Mochetas) getragen, die mit menschlichen Köpfen und zwei Vierbeinern skulptiert sind. Auf der rechten Konsole sind die Buchstaben LUMA eingemeißelt, vielleicht ein Hinweis auf den Bildhauer Lucas Magister.

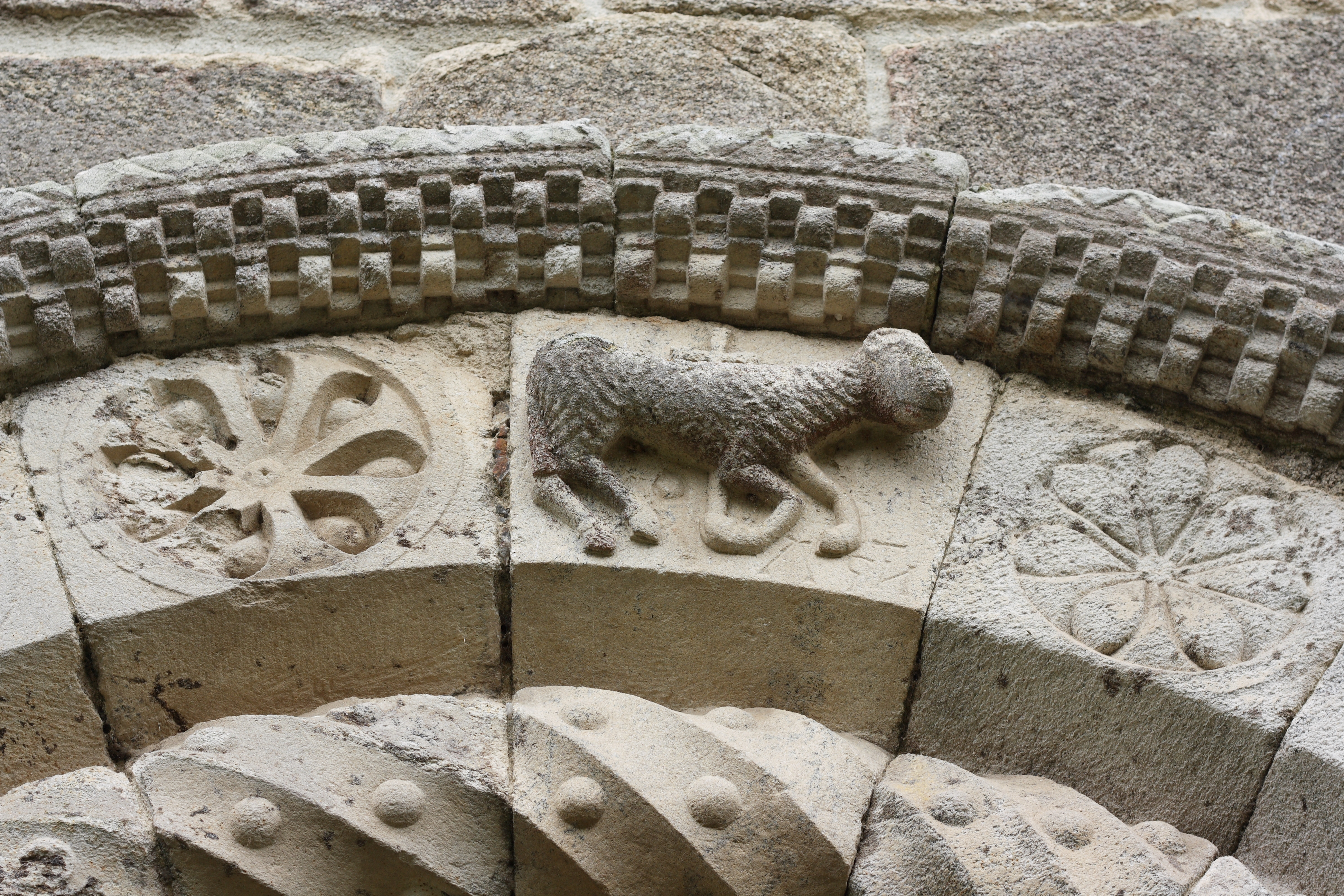
Archivolte am Nordportal
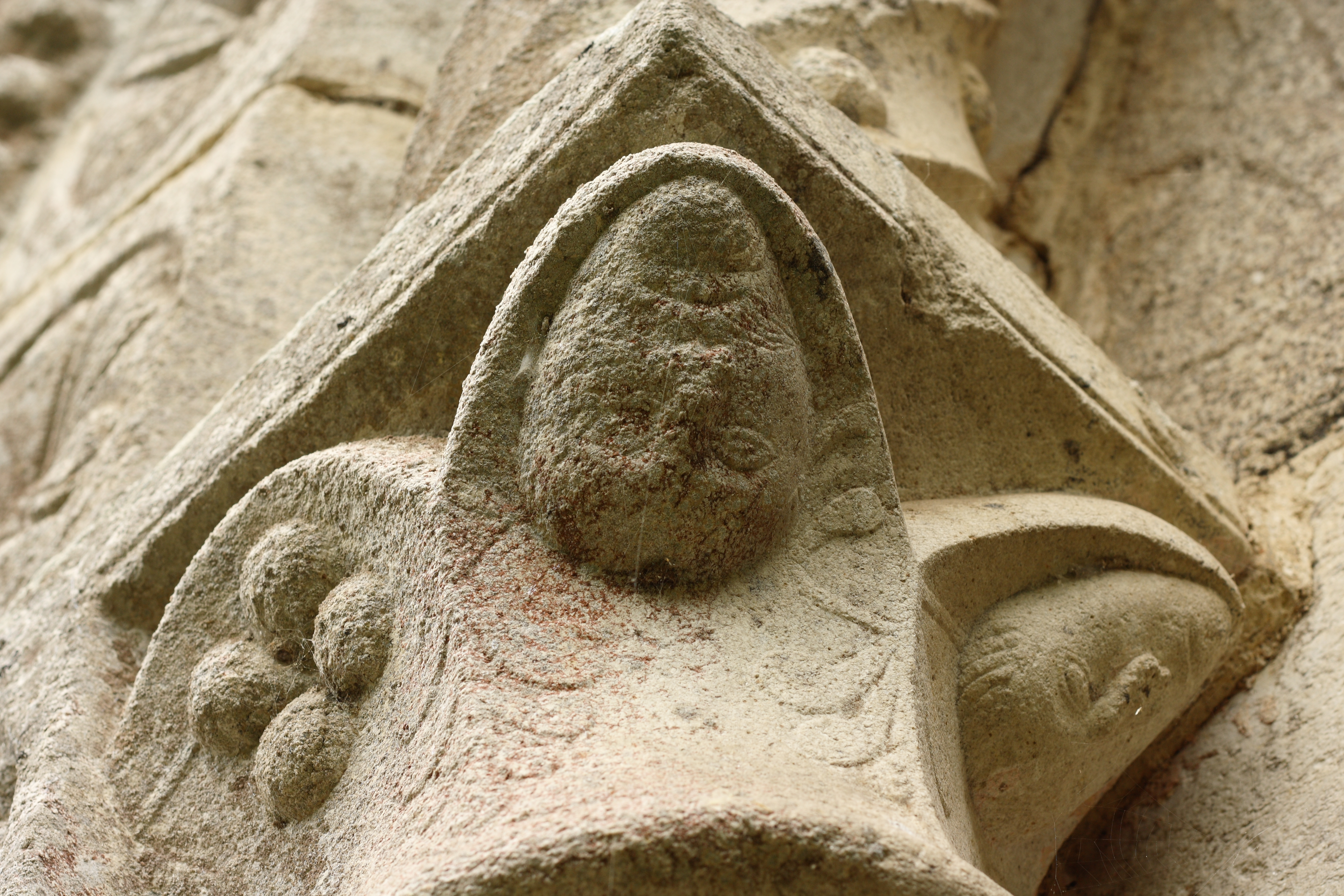
Kapitell am Nordportal
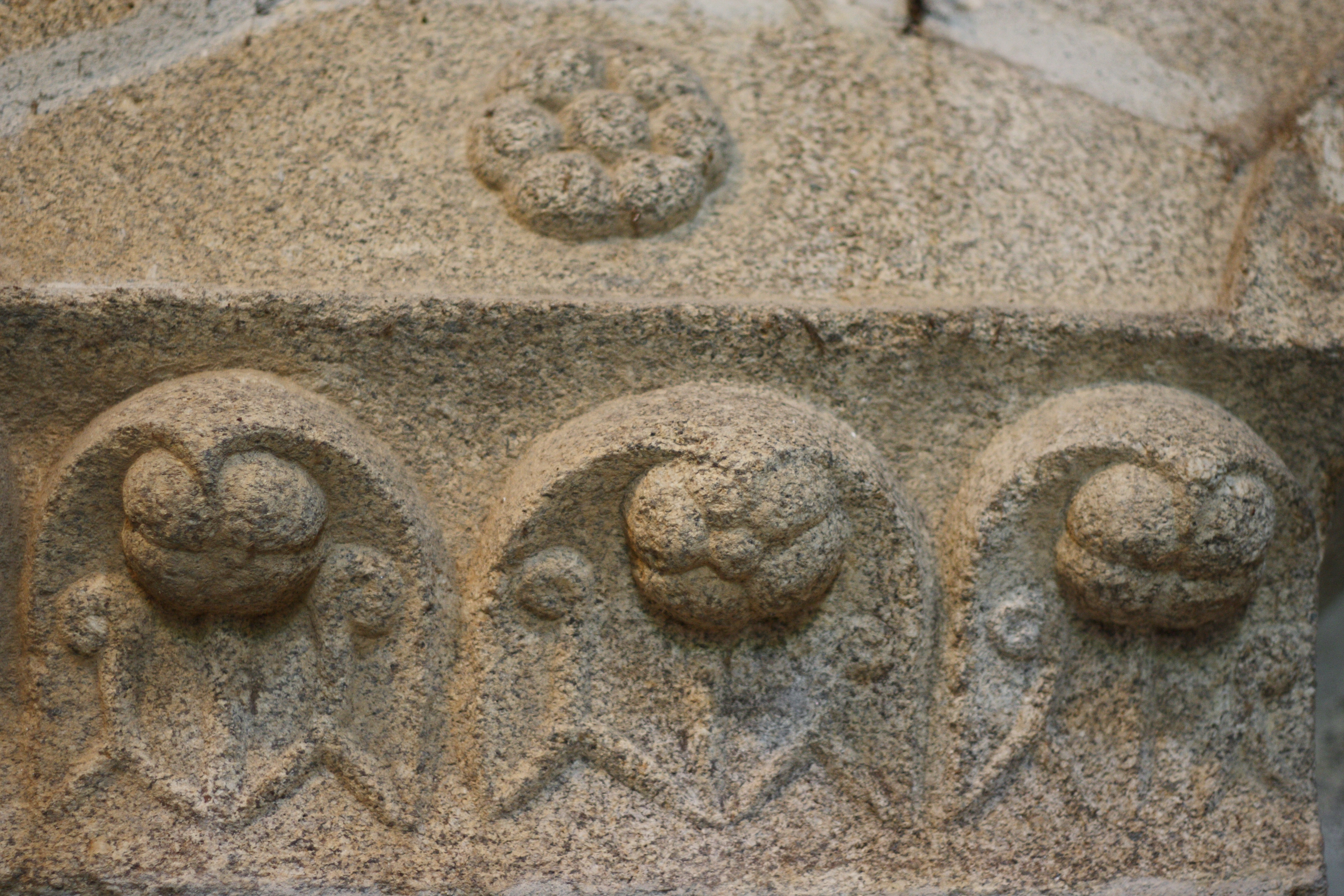
Kämpferkapitell
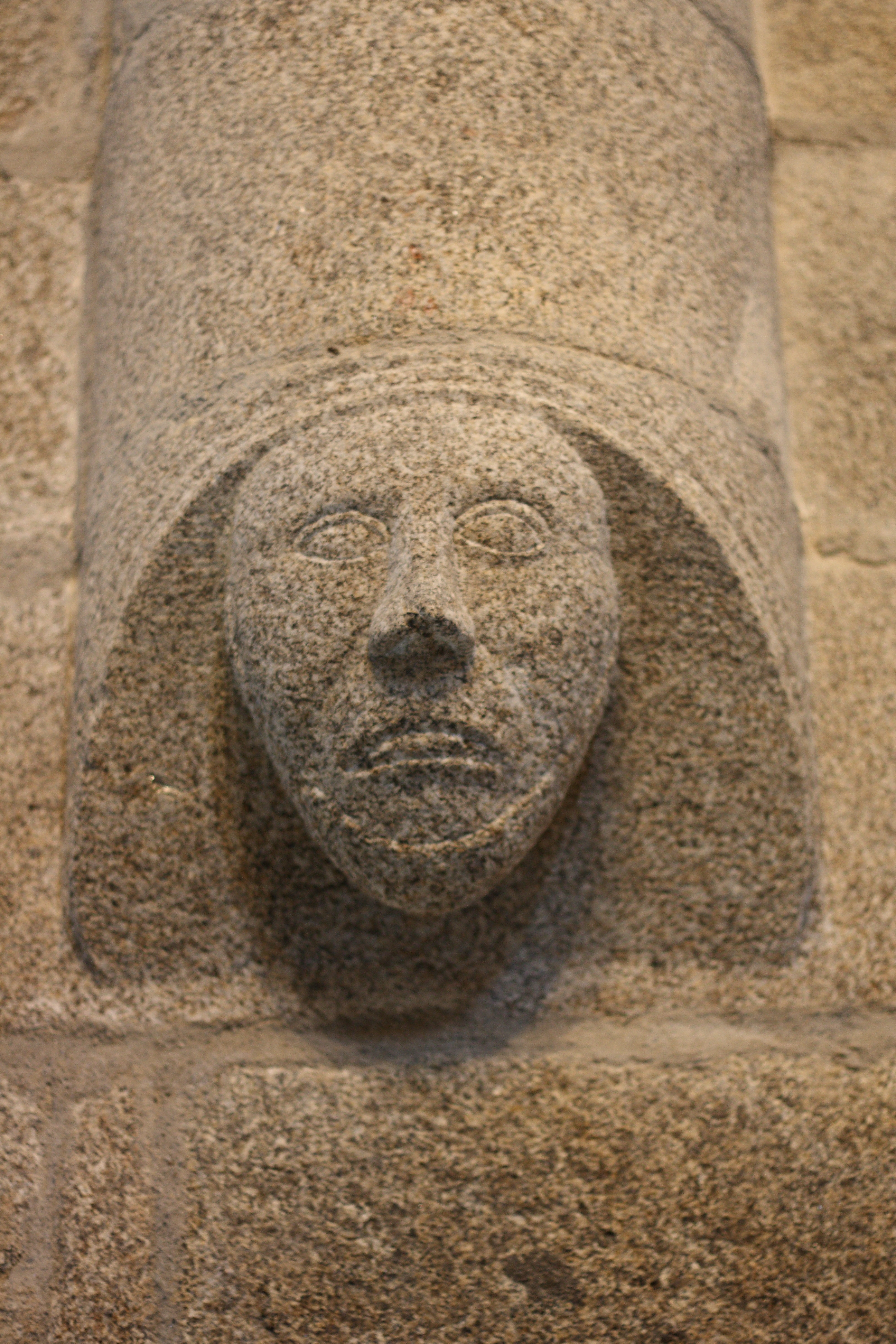
Konsole
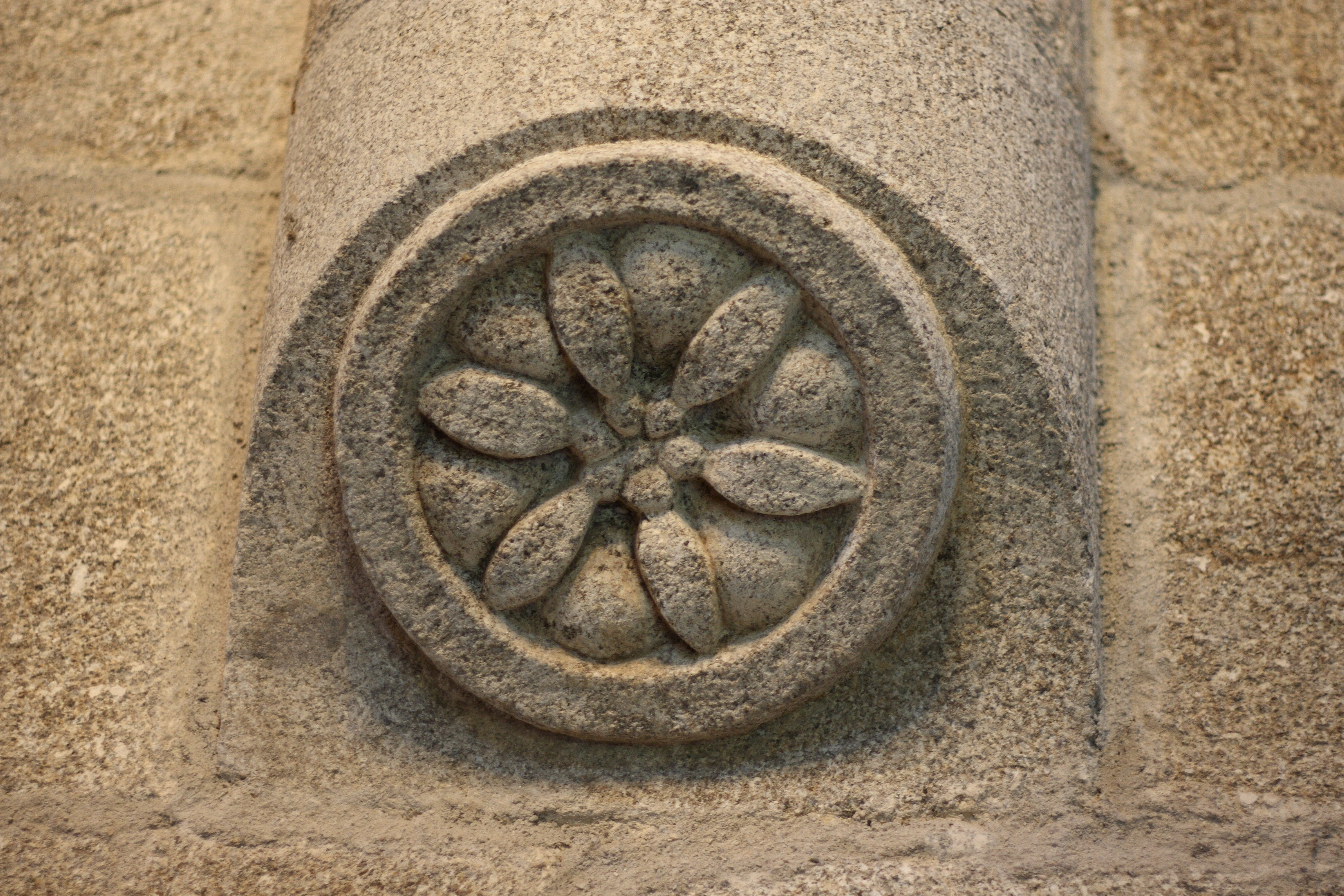
Konsole

## Ausstattung
- In der Kirche wird ein hufeisenförmiges Zwillingsfenster aufbewahrt.